# Équipe cycliste Mitsubishi-Jartazi
L'équipe cycliste Mitsubishi-Jartazi est une formation estonienne, d'origine belge de cyclisme sur route. Créée en 2004, elle fait partie des équipes continentales de 2005 à 2007, puis des équipes continentales professionnelles en 2008. L'équipe est dissoute fin 2008.
Elle ne doit pas être confondue avec l'équipe Revor-Jartazi, active en 2009.

## Histoire de l'équipe
L'équipe Jartazi-Granville est créée en 2004 avec à sa tête Gino Verhasselt. Les coureurs composant l'effectif, parmi lesquels Jelle Vanendert et Peter Ronsse, sont alors quasiment exclusivement issus des rangs amateurs et juniors.
Cet effectif est profondément modifié l'année suivante, puisque seuls trois coureurs présents en 2004 sont conservés. Jartazi accueille six coureurs de l'équipe Chocolade Jacques-Wincor Nixdorf qui disparaît, dont Igor Abakoumov, Leonardo Duque et John Gadret.
En 2006, l'effectif de Jartazi est à nouveau majoritairement renouvelé. L'équipe perd notamment Duque et Gadret, recrutés par les équipes ProTour Cofidis et AG2R.
En 2007, Denis Flahaut et Janek Tombak s'affirment comme les leaders de l'équipe, avec quatre victoires chacun. Tombak, vainqueur entre autres de Halle-Ingooigem, et auteur de bonnes places sur Paris-Bruxelles (6e), le Tour de Wallonie (7e), le Tour de Picardie (2e), termine à la neuvième place de l'UCI Europe Tour.
En 2008 l'équipe, qui change de nom avec l'arrivée du sponsor Mitsubishi, devient une équipe continentale professionnelle. Malgré le départ de Denis Flahaut, elle se renforce avec l'arrivée de Frank Vandenbroucke, Stefan van Dijk, Geert Verheyen, et le retour d'Igor Abakoumov, non-retenu par Johan Bruyneel chez Astana, de même que Guennadi Mikhailov.
L'équipe s'arrête à la fin de l'année.

## Principaux coureurs
- Allan Davis
- Geert Omloop
- Stefan van Dijk
- Janek Tombak
- Hans Dekkers
- Jan Boyen premier coureur handisport (LC2) professionnel.
- Frank Vandenbroucke
- John Gadret
- Leonardo Duque
- Heath Blackgrove

## Principales victoires

### Classiques
- Flèche du port d'Anvers : 2004 (Peter Ronsse), 2006 (Vytautas Kaupas) et 2007 (Denis Flahaut)
- Druivenkoers Overijse : 2005 (Leonardo Duque)
- Grand Prix de Tallinn-Tartu : 2006 (Janek Tombak)
- Halle-Ingooigem : 2007 (Janek Tombak)
- Neuseen Classics : 2007 (Denis Flahaut)
- Delta Profronde : 2007 (Denis Flahaut)
- Arno Wallaard Memorial : 2007 (Denis Flahaut)
- Cholet-Pays de Loire : 2008 (Janek Tombak)
- Prix national de clôture : 2008 (Hans Dekkers)

### Championnats nationaux
- Championnats de Grande-Bretagne sur route : 1
  - Course en ligne : 2006 (Hamish Haynes)

## Classements UCI
Pour sa première saison, l'équipe Jartazi était classée parmi les Groupes Sportifs III, soit la troisième division des équipes cyclistes professionnelles.
| Saison | Classement par équipes | Meilleur coureur au classement individuel |
| ------ | ---------------------- | ----------------------------------------- |
| 2004   | 34e (GSIII)            | Morten Hegreberg (774e)                   |

À partir de 2005, l'équipe participe aux épreuves des circuits continentaux et principalement de l'UCI Europe Tour. Le tableau ci-dessous présente les classements de l'équipe sur les différents circuits, ainsi que son meilleur coureur au classement individuel.
UCI Africa Tour
| Saison | Classement par équipes | Meilleur coureur au classement individuel |
| ------ | ---------------------- | ----------------------------------------- |
| 2006   | 5e                     | Michael Blanchy (45e)                     |
| 2007   | 13e                    | Geoffrey Coupé (84e)                      |
| 2008   | 13e                    | James Vanlandschoot (74e)                 |

UCI Asia Tour
| Saison | Classement par équipes | Meilleur coureur au classement individuel |
| ------ | ---------------------- | ----------------------------------------- |
| 2006   | 28e                    | Evgeniy Sladkov (97e)                     |

UCI Europe Tour
| Saison | Classement par équipes | Meilleur coureur au classement individuel |
| ------ | ---------------------- | ----------------------------------------- |
| 2005   | 19e                    | Leonardo Duque (41e)                      |
| 2006   | 28e                    | Bert Scheirlinckx (121e)                  |
| 2007   | 15e                    | Janek Tombak (9e)                         |
| 2008   | 6e                     | Stefan van Dijk (6e)                      |

## Mitsubishi-Jartazi en 2008

### Effectif
| Coureur             | Date de naissance | Nationalité | Équipe 2007                     | Équipe 2009                  |
| ------------------- | ----------------- | ----------- | ------------------------------- | ---------------------------- |
| Igor Abakoumov      | 30.05.1981        | Belgique    | Astana                          | ISD-Danieli                  |
| Jan Boyen           | 22.04.1970        | Belgique    |                                 |                              |
| Yohan Cauquil       | 04.03.1985        | France      |                                 | Cycling Club Bourgas         |
| Geoffrey Coupé      | 26.01.1981        | Belgique    |                                 | Revor-Jartazi                |
| Mathieu Criquielion | 27.04.1981        | Belgique    |                                 | Verandas Willems             |
| Allan Davis²        | 27.07.1980        | Australie   | Discovery Channel               | Garmin-Chipotle              |
| Hans Dekkers        | 07.08.1981        | Pays-Bas    | Agritubel                       | Verandas Willems             |
| Frank Dressler      | 30.09.1976        | Allemagne   | Differdange                     | Differdange-Apiflo Vacances  |
| Mathieu Drouilly    | 31.01.1986        | France      |                                 | Landbouwkrediet-Tönissteiner |
| Grégory Habeaux     | 20.10.1982        | Belgique    |                                 | Verandas Willems             |
| Vytautas Kaupas     | 01.04.1982        | Lituanie    |                                 | Revor-Jartazi                |
| Kalle Kriit         | 13.11.1983        | Estonie     | Néoprofessionnel                |                              |
| Guennadi Mikhailov  | 08.02.1974        | Russie      | Astana                          | Katusha                      |
| Jens Mouris         | 12.03.1980        | Pays-Bas    | DFL-Cyclingnews                 | Vacansoleil                  |
| Sven Nevens         | 25.10.1983        | Belgique    |                                 |                              |
| Geert Omloop        | 12.02.1974        | Belgique    |                                 | Palmans Cras                 |
| Martial Ricci-Poggi | 25.09.1980        | France      | Néoprofessionnel (AVC Aixois)   | Landbouwkrediet-Tönissteiner |
| Mindaugas Striška   | 07.05.1984        | Lituanie    |                                 | Revor-Jartazi                |
| Janek Tombak        | 22.07.1976        | Estonie     |                                 | Cycling Club Bourgas         |
| Stefan van Dijk     | 22.01.1976        | Pays-Bas    | Team Wiesenhof Felt             | Verandas Willems             |
| Jarno Van Mingeroet | 23.09.1977        | Belgique    |                                 |                              |
| Frank Vandenbroucke | 06.11.1974        | Belgique    | Acqua & Sapone                  | Cinelli-Down Under           |
| James Vanlandschoot | 26.08.1978        | Belgique    | Landbouwkrediet                 | Verandas Willems             |
| Maxime Vantomme     | 08.03.1986        | Belgique    | Néoprofessionnel (Beveren 2000) | Katusha                      |
| Geert Verheyen      | 10.03.1973        | Belgique    | Quick Step-Innergetic           | Landbouwkrediet-Tönissteiner |

²Jusqu'au 01/09

### Victoires
Victoires sur les circuits continentaux
| Date       | Course                                | Pays     | Classe | Vainqueur       |
| ---------- | ------------------------------------- | -------- | ------ | --------------- |
| 18/01/2008 | 3e étape de la Tropicale Amissa Bongo | Gabon    |        | Maxime Vantomme |
| 08/02/2008 | 2e étape de l'Étoile de Bessèges      | France   |        | Stefan van Dijk |
| 23/03/2008 | Cholet-Pays de Loire                  | France   |        | Janek Tombak    |
| 13/06/2008 | Prologue du Delta Tour Zeeland        | Pays-Bas |        | Jens Mouris     |
| 14/10/2008 | Prix national de clôture              | Belgique |        | Hans Dekkers    |